# Tučekita
La tučekita és un mineral de la classe dels sulfurs, que pertany al grup de l'hauchecornita. Rep el seu nom de Karel Tuček (1906-1990), curador del Museu Nacional de Praga (República Txeca).

## Característiques
La tučekita és un sulfur de fórmula química Ni9Sb₂S₈. Cristal·litza en el sistema tetragonal. Es troba en forma de grans irregulars, de fins a 20 micròmetres, substituint en part mil·lerita i or. La seva duresa a l'escala de Mohs és 6.
Segons la classificació de Nickel-Strunz, la tučekita pertany a «02.B - Sulfurs metàl·lics, M:S > 1:1 (principalment 2:1), amb Ni» juntament amb els següents minerals: horomanita, samaniïta, heazlewoodita, oregonita, vozhminita, arsenohauchecornita, bismutohauchecornita, hauchecornita, tel·lurohauchecornita, argentopentlandita, cobaltopentlandita, geffroyita, godlevskita, kharaelakhita, manganoshadlunita, pentlandita, shadlunita i sugakiïta.

## Formació i jaciments
Es troba en dipòsits hidrotermals, en concentrats de minerals pesants i en serpentinites. Sol trobar-se associada a altres minerals com: mil·lerita, pirita, calcopirita, gersdorffita, pentlandita, magnetita, polidymita, or, plata, michenerita, geversita, vozhminita, melonita, cobaltita o coure, entre d'altres. Va ser descoberta l'any 1978 a Kanowna, a Kalgoorlie-Boulder Shire (Austràlia Occidental, Austràlia).